# Нележ
Нележ — деревня в Угранском районе Смоленской области России. Входит в состав Арнишицкого сельского поселения. В настоящее время в Нележе население отсутствует, деревня ликвидирована.
Расположена в юго-восточной части области в 26 км к югу от Угры, в 14 км восточнее автодороги Знаменка — Спас-Деменск, на берегу реки Ворона. В 6 км восточнее от деревни находится железнодорожная станция Завальный на линии Торжок — Брянск.
В деревне родился Герой Советского Союза Пётр Жуковский.

## История
В годы Великой Отечественной войны деревня была оккупирована гитлеровскими войсками в октябре 1941 года, освобождена в марте 1943 года.